# 孫建国
孫建国（そん けんこく、1952年2月 - ）は、中華人民共和国の軍人。海軍上将、中央軍委聯合参謀部副参謀長。
今の全国人民代表大会外事委員会の副主任。

## 人物
1952年2月河北省滄州市呉橋県に生まれる。海軍潜艇学院を卒業後、潜水艦勤務、核潜水艦艦長などを歴任。1985年末に原潜「長征3号」で90日の最大持久力記録（それまでは米海軍84日）を打ち立てたとされる。

## 来歴
- 1968年9月 中国人民解放軍に入隊
- 1996年12月 潜水基地司令
- 2000年7月 海軍副参謀長
- 2006年7月 海軍中将に昇進
- 2004年12月 海軍参謀長
- 2006年12月 総参謀長助理
- 2009年1月 副総参謀
- 2011年7月 海軍上将に昇進
- 2016年1月 中央軍委聯合参謀部副参謀長